# Рукавишников Роман Володимирович
Роман Володимирович Рукавишников (рос. Роман Владимирович Рукавишников; 20 липня 1992, м. Москва, Росія) — російський хокеїст, захисник. Виступає за СКА (Санкт-Петербург) у Континентальній хокейній лізі. 
Почай займатися хокеєм з 6 років. 4 роки провів у СДЮШОР ЦСКА. З 12 років — у школі «Русь» (Москва). Виступав за «Митищінські Атланти», «Атлант» (Митищі). 
У чемпіонатах КХЛ — 149 матчів (8+19), у плей-оф — 1 матч (0+0).
У складі національної збірної Росії учасник EHT 2014—15.